# К-7 (самолёт)
К-7 — экспериментальный советский многоцелевой (варианты — бомбардировщик, десантный и тяжёлый пассажирский) самолёт-гигант Харьковского конструкторского бюро К. А. Калинина.
Был разработан в начале 1930-х годов с использованием оригинальных конструкторских решений, новых технологий и материалов.

Проходил лётные испытания в 1933 году, однако, в связи с выявленными недостатками конструкции, а также катастрофой первого изготовленного самолёта, испытания завершить не удалось.
В 1935 году, в связи с изменением советской концепции самолётостроения, строительство двух новых образцов машины было приостановлено, а затем все работы над самолётом К-7 прекращены.

## Описание
В эпоху бипланов Калинин применил новаторскую для своего времени схему свободнонесущий моноплан. В толстом крыле центроплана располагались каюты пассажиров, семимоторный гигант должен был перевозить 128 пассажиров на 5 тыс. километров. Или на то же расстояние 64 пассажира в каютах класса люкс. На борту были кают-компания, буфет, кухня, радиорубка, работала телефонная связь. 
Самолёт был построен по принципу «всё в крыле», это позволяло механикам самолёта подходить в полёте к работающему двигателю. Пассажиры имели обзор пролетаемой местности через окна-иллюминаторы.
В варианте бомбардировщика самолёт представлял собой «летающую крепость». Оборонительное вооружение состояло из 8 пушек калибра 20 мм и 8 пулемётов калибра 7,62 мм. Для перемещения стрелков к хвостовым пулемётам использовалась электротележка, передвигавшаяся по тросам внутри хвостовой балки. Бомбардировочное оборудование размещалось в крыле.
В десантном варианте самолёт рассчитывался на транспортировку 112 парашютистов. Рассматривалась возможность транспортировки танка весом 8,4 т или другой техники, сбрасываемой на парашютах, которая крепилась между тележками шасси.
Самолёт был для своего времени самым большим в Советском Союзе и таким огромным, что его называли в прессе «воздушный Госпром».
В Военно-воздушных силах и гражданской авиации не применялся.
Первый самолёт потерпел катастрофу во время испытаний на максимальную скорость 21 ноября 1933 года: К-7, как и многие самолёты того времени, страдал от флаттера, теория борьбы с которым ещё не была разработана, поэтому лётчик-испытатель Снегирёв интуитивно боролся с флаттером, меняя режим работы семи двигателей. Но это не спасло самолёт и 15 из 20 человек на его борту: во время испытаний на максимальную скорость самолёт разбился.
Два доработанных образца не были закончены, так что сейчас представление о конструкции и внешнем облике К-7 можно составить только из сохранившейся технической документации, фотографий и воспоминаний участников и очевидцев испытаний.

## Конструкция

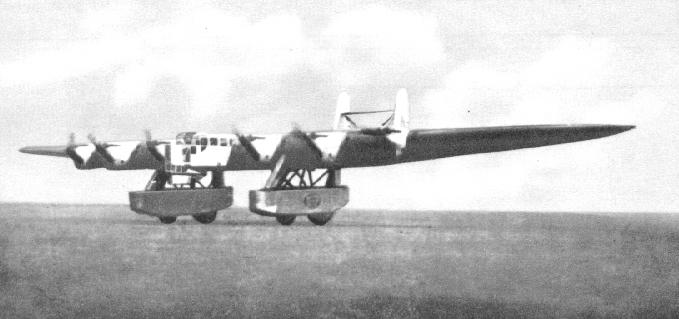

Гигантское эллиптическое крыло толстого профиля размахом 53 м и площадью 452 м², от которого шли две хвостовые балки трёхгранного сечения, несущие хвостовое горизонтальное и вертикальное оперения с механизмом для поворота. Крыло имело спрямленный центроплан шириной 6 м, длиной 10,6 м и высотой 2,33 м, где располагались помещения для людей и грузов. К центроплану стыковались полуэллиптические в плане консоли, в которых размещались 14 цистерн с топливом. Центроплан обшивался дюралюминием, консоли — полотном.
В крыле устанавливались три лонжерона. Полки среднего лонжерона выполнялись из двух параллельно расположенных и скреплённых сварной косынкой труб. Нервюры крыла — стальные, из труб со стойками и раскосами. От заднего лонжерона крыла к хвосту шли треугольные балки ферменного типа с дутиками, предохранявшими самолёт от случайного касания земли.
Для каркаса использовались хромомолибденовые трубы, применявшиеся впервые в СССР.
Рубка выступала вперед по оси самолёта, в ней размещались два пилота, штурман, радист и старший механик. Остальные семь членов экипажа находились в других отсеках самолёта и переговаривались между собой по внутреннему телефону.
Семь двигателей АМ-34 мощностью по 750 л. с. (один из них, с толкающим винтом, расположен в корме фюзеляжа).
Механики в полёте имели доступ к двигателям прямо из крыла. 
Шасси состояло из двух широко разнесённых тележек ферменной конструкции с масляно-воздушной амортизацией колес, впервые применённой в советской практике для тяжёлых машин. Также впервые на самолётах подобного класса использовали и колеса баллонного типа «Good-Year».
Тележки шасси имели по три колеса и были оборудованы обтекателями — «штанами» из листового металла, причём в левой размещалась входная дверь, и лестница в крыло. Такая конструкция шасси позволяла иметь самолёту горизонтальное стояночное положение.
Хвостовое оперение — двухкилевое, кили соединены стабилизатором. Рули и элероны К-7 снабжены триммерами, вынесенными на лёгких балочках. Триммеры на горизонтальном оперении установлены вплотную к рулям.
Чтобы избавить лётчика от запредельных нагрузок на штурвале весящего 40 тонн самолёта, Калинин придумал электроусилители руля, которых в то время ещё не было.

## ТТХ

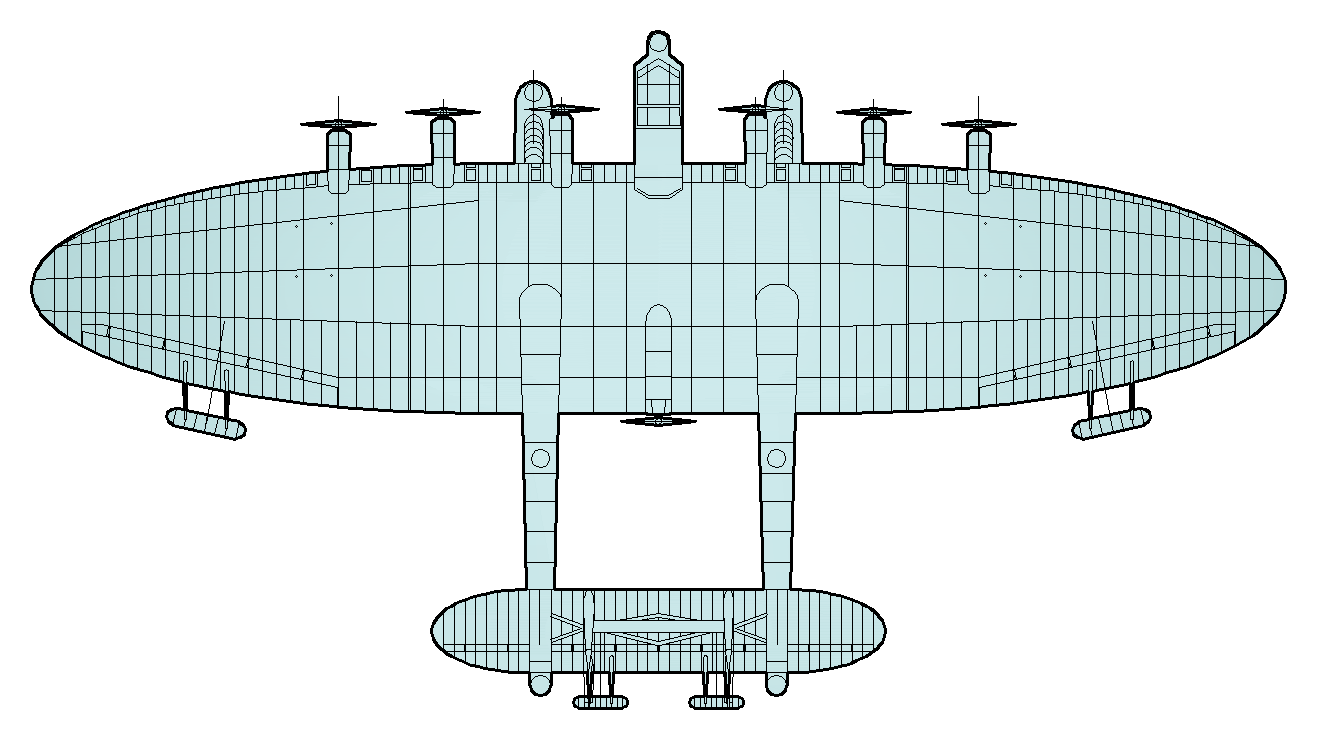
Чертёж К-7

Технические характеристики
- Экипаж: 12 чел
- Длина: 28 м
- Размах крыла: 53 м
- Высота:
- Площадь крыла: 452 м²
- Масса пустого: 21 000 кг
- Максимальная взлётная масса: 40 000 кг
- Силовая установка: 7 ×  АМ-34
- Мощность двигателей: 7 × 750 л. с.

Лётные характеристики
- Максимальная скорость: 234 км/ч
- Практическая дальность: 1000 км
- Практический потолок: 5500 м

Вооружение
- Стрелково-пушечное: 8 пушек калибра 20 мм, 8 пулемётов калибра 7,62 мм
- Боевая нагрузка: до 16 600 кг

## Интересные факты
- В составе экипажа К-7 (12 чел.) имелся даже боцман.
- В октябре 2008 года для съёмок фильма «Дау» на территории Харьковского международного аэропорта, который в 1930-х годах назывался «Основа», была построена декорация К-7 в натуральную величину (из дерева и пластика). В фильме на нём будущий академик Ландау прилетает в Харьков.